# Artigo (jornalismo)
Em Jornalismo, um artigo é um texto eminentemente opinativo — mais que informativo — publicado (ou veiculado) em seção destacada do conteúdo noticioso. Os autores recorrentes de artigos são chamados de articulistas. Em jornais impressos, é normal que os editores convidem personalidades da sociedade (especialistas, intelectuais,  autoridades) para escrever artigos sobre temas específicos do noticiário, sem remuneração. Entre leigos, é comum confundir artigo com matéria e tratar ambos os termos como sinônimos, o que é um erro. Tampouco é sinônimo de coluna, que se caracteriza por ser um espaço permanente reservado para textos do mesmo autor. Articulistas, em geral, não são jornalistas.
Os artigos contêm comentários, análises, críticas, contrapontos, e às vezes ironia e humor. Há artigos tanto na mídia impressa (jornais, revistas) quanto em rádio e televisão (nesse caso, são lidos no ar pelo articulista).
Muitas vezes, os artigos não refletem necessariamente a opinião do jornal (contrariamente aos editoriais, que são a posição oficial do veículo), e as empresas costumam não assumir responsabilidade por eles, já que são os próprios articulistas quem assinam o texto.
Para escrever um artigo de opinião, é preciso ter argumentos e estes servem para convencer o leitor de uma dada opinião, é preciso apresentar motivos que sejam capazes de justificá-la e tentar convercer o leitor a concordar com ela.
A introdução de um artigo define qual vai ser o assunto do texto, sendo necessário um tema polêmico. O desenvolvimento explica tudo sobre o assunto e apresenta os argumentos. Por último, a conclusão retoma a tese ou propõe soluções. Não há um tamanho padrão para um artigo de opinião. No entanto, os leitores preferem textos mais curtos. 
Qualquer pessoa pode ser articulista, independentemente da formação profissional. No Brasil, isso era válido mesmo durante a exigência legal da formação específica em Jornalismo para o exercício da profissão, que vigorou entre 1967 e 2009.